# Tratado Finlandês-Soviético de 1948
O Acordo de Amizade, Cooperação e Assistência Mútua, também conhecido como o Tratado YYA, do finlandês Ystävyys-, yhteistyö- ja avunantosopimus (YYA-sopimus) (Sueco : Vänskaps-, samarbets- och biståndsavtalet (VSB-avtalet)),  foi a base para  relações finlandesas–soviéticas de 1948 a 1992. Foi o principal instrumento na implementação da política finlandesa chamada doutrina Paasikivi–Kekkonen.

## História
Sob o tratado, assinado em 6 de abril de 1948, os soviéticos tentaram impedir as potências ocidentais ou aliadas de atacar a União Soviética através do território finlandês, e os finlandeses tentaram aumentar a independência política da Finlândia em relação à União Soviética. Assim, ficou garantida a sobrevivência da Finlândia como uma democracia liberal nas proximidades de regiões estratégicas da União Soviética, como a Península de Kola e a antiga capital Leningrado. 
Devido ao status incerto das relações finlandesas-soviéticas nos anos após a Guerra de Continuação e à interpretação precisa da redação do tratado, a Finlândia seguiu a decisão dos países do Pacto de Varsóvia e não participou do Plano Marshall. Como resultado, o período de dificuldades econômicas da Finlândia no pós-guerra foi prolongado, em comparação com outros países capitalistas europeus, tornando-se assim consideravelmente mais economicamente dependente da União Soviética. Em geral, a Finlândia manteve-se oficialmente distantes das forças militares ocidentais (incluindo a proposta da União de Defesa Escandinava) e a OTAN em particular. Ao evitar apoiar o Ocidente, tentou afastar a pressão soviética pela afiliação ao Pacto de Varsóvia. Nenhum exercício militar conjunto foi realizado, e outras cooperações militares foram mínimas, apesar dos avanços soviéticos ocasionais. 
O Tratado YYA foi uma pedra angular na política externa de Paasikivi. Foi também uma política central sob a presidência de Urho Kekkonen (1956-1981), que apelidou sua doutrina  política externa de Paasikivi-Kekkonen. O tratado foi uma ferramenta instrumental para a União Soviética obter influência política nos assuntos internos da Finlândia no pós-guerra, em confrontos como a Crise das Notas. Essa influência foi comumente referida como Finlandização. É debatido calorosamente até que ponto o Presidente Kekkonen usou intencionalmente essa política para promover sua própria influência e prejudicar seus oponentes. 
Apesar da política oficial, houve alguma cooperação secreta com o Ocidente. Isso variou de organizações finlandesas como o Partido Social Democrata, que aceitaram o financiamento da Agência Central de Inteligência dos EUA, ao compartilhamento de dados sísmicos em testes nucleares. Da mesma forma, os países do Bloco Oriental realizaram espionagem na Finlândia, por exemplo, a Stasi da Alemanha Oriental tinha agentes lá. 
O tratado terminou em 1992 com a assinatura de um novo tratado.

## Condições
Sob o pacto, a Finlândia era obrigada a resistir aos ataques armados da "Alemanha ou seus aliados" (na realidade interpretados como Estados Unidos e aliados)     contra a Finlândia, ou contra a União Soviética através da Finlândia. Se necessário, a Finlândia deveria pedir ajuda militar soviética para fazê-lo. No entanto, o pacto em si não fornecia nenhuma provisão para as forças armadas soviéticas entrarem na Finlândia e estipulou que todas essas ações teriam que ser acordadas separadamente caso a Finlândia decidisse solicitar ajuda. Além disso, o pacto não impunha nenhum requisito para a Finlândia agir caso a União Soviética fosse atacada (se o ataque não ocorresse através da Finlândia). O acordo também reconhecia o desejo da Finlândia de permanecer fora dos conflitos das grandes potências, permitindo ao país adotar uma política de neutralidade na Guerra Fria.

## Tratados similares
A União Soviética tinha acordos semelhantes com muitas nações que não estavam diretamente aliadas a ela, mas dependiam fortemente do apoio soviético, como a Coréia do Norte desde 1961, a Índia desde 1971 e o Vietnã desde 1978. O primeiro acordo desse tipo, no entanto, foi com a França Livre em 1943. 